# Abborrtjärnen (Björna socken, Ångermanland, 705380-164351)
Abborrtjärnen är en sjö i Örnsköldsviks kommun i Ångermanland och ingår i Gideälvens huvudavrinningsområde.